# Andaraí
Andaraí es un municipio situado en el estado de Bahía, en Brasil. Según el censo de 2022, tiene una población de 13 080 habitantes.

## Toponimia
El territorio del actual municipio fue originalmente habitado o visitado por los indios cariris. Son resquicios de esa época los nombres indígenas dados a localidades y accidentes geográficos, como Andiray (posteriormente transformado en el topónimo Andaraí), que proviene de las voces andira (murciélago) e y (río). Significa, por lo tanto, "río de murciélagos". Se supone que el nombre de la ciudad se inspiró en la presencia de grandes grutas en la zona.